# Marina Berg
Marina Berg (25 de noviembre de 1960) es una deportista sueca que compitió en judo. Ganó una medalla de bronce en el Campeonato Europeo de Judo de 1982 en la categoría de –72 kg.

## Palmarés internacional
| Campeonato Europeo | Campeonato Europeo | Campeonato Europeo | Campeonato Europeo |
| Año                | Lugar              | Medalla            | Categoría          |
| ------------------ | ------------------ | ------------------ | ------------------ |
| 1982               | Oslo (Noruega)     | Medalla de bronce  | –72 kg             |